# Las Vegas Strip

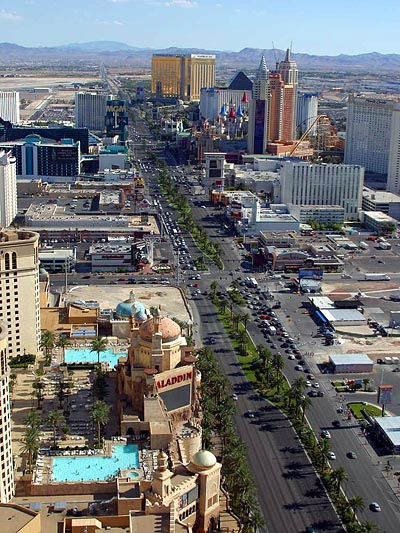
Södra delen av The Strip.

Las Vegas Strip, ofta kallad The Strip, är en cirka 6,8 kilometer lång del av gatan Las Vegas Boulevard South i Paradise, Nevada i USA, känd för sina många kasinon och hotell; 19 av världens 27 största hotell, räknat i antal rum, ligger på The Strip (20 om man räknar med Las Vegas Hilton, som ligger 800 meter från The Strip).

## Bakgrund och beskrivning
Tekniskt sett ligger området utanför staden Las Vegas gränser i områdena Paradise och Winchester och omfattar utöver gatan även de längs med gatan belägna kasino-, hotell- och resortområdena, från Stratosphere Las Vegas i norra änden till Mandalay Bay Resort and Casino i södra. Allt eftersom antalet hotell längsmed Las Vegas Boulevard South ökar expanderar området. The Strip är starkt präglat av kasinonas och hotellens olika extravaganta teman, från Caesars Palaces marmorpelare till Paris Las Vegas kopia av Eiffeltornet. Det är ett av USA:s mest särpräglade och berömda områden, och större delen av The Strip är utnämnd till en All-American Road.

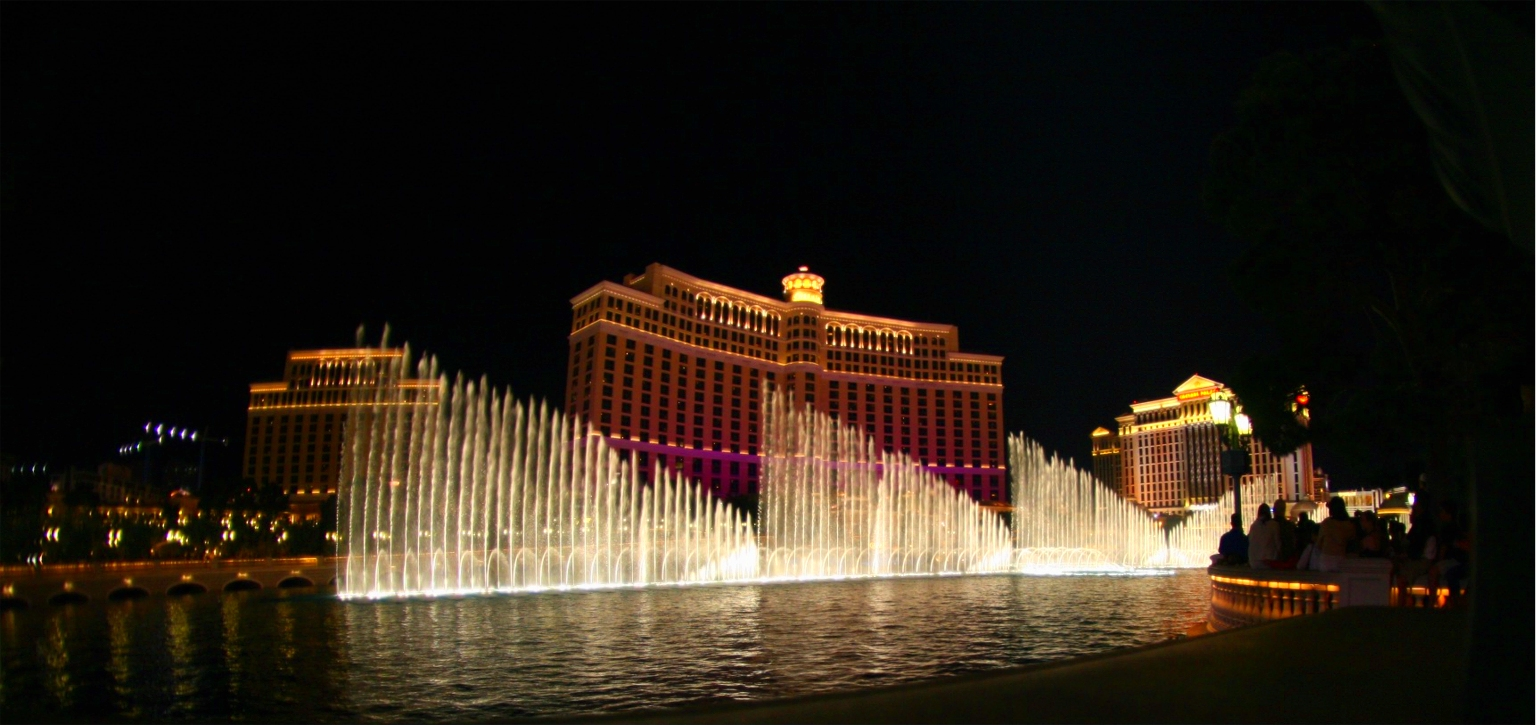
Bellagios upplysta fontänshow.

Det första kasinohotellet på det som i dag är The Strip öppnade 3 april 1941: El Rancho Vegas. Året därpå öppnade Hotel Last Frontier och 1946 öppnade Flamingo Las Vegas. El Rancho förstördes i en brand 1960 och Frontier revs 2007, vilket gör Flamingo till det äldsta ännu existerande kasinohotellet på The Strip.
1989 öppnades portarna till The Mirage, vilket banade väg för en våg av mycket större hotell, med hotell, kasino, restauranger, butiker och andra underhållningslokaler i samma byggnadskomplex. Många av de golfbanor som tidigare var belägna intill The Strip har lagts ner och hotell har byggts i stället.
Till följd av kasinonas vilja att locka turister har The Strip gjorts fotgängarvänligt. Besökare lockas med utomhusshower, som Bellagios fontänshow och Treasure Islands piratnummer. Det finns också ett metrosystem, Las Vegas Monorail, som går ungefär ett kvarter öster om The Strip.
Den 2 oktober 2017 ägde en massaker rum under en musikfestival på Las Vegas Strip. Se vidare i artikeln Mandalay Bay.

## Landmärken utmed The Strip

### Nuvarande
| Norr mot Fremont Street ↑                                                        |                     |                                               |  |
| Stratosphere                                                                     | Las Vegas Boulevard |                                               |  |
| Aztec Inn                                                                        | Las Vegas Boulevard |                                               |  |
| Lucky Dragon, Allure, Bonanza Gift Shop                                          | Las Vegas Boulevard |                                               |  |
| Sahara Avenue                                                                    | Las Vegas Boulevard | Sahara Avenue                                 |  |
| Las Vegas Festival Grounds                                                       | Las Vegas Boulevard | SLS                                           |  |
| Hilton Grand Vacations                                                           | Las Vegas Boulevard | All Net (under konstruktion)                  |  |
| Sky                                                                              | Las Vegas Boulevard |                                               |  |
| Circus Circus                                                                    | Las Vegas Boulevard | Fontainebleau, Turnberry                      |  |
| Slots-A-Fun                                                                      | Las Vegas Boulevard | Las Vegas Convention Center (planerad)        |  |
| Resorts World                                                                    | Las Vegas Boulevard | Guardian Angel Cathedral                      |  |
| (Winchester) ↑                                                                   | Las Vegas Boulevard |                                               |  |
| Desert Inn Road                                                                  | Las Vegas Boulevard | Desert Inn Road                               |  |
| ↓ (Paradise)                                                                     | Las Vegas Boulevard |                                               |  |
| Trump, Wynn West (planerad)                                                      | Las Vegas Boulevard | Encore                                        |  |
| Fashion Show Mall                                                                | Las Vegas Boulevard | Wynn, Wynn Golf Club                          |  |
| Spring Mountain Road                                                             | Las Vegas Boulevard | Sands Avenue                                  |  |
| Treasure Island                                                                  | Las Vegas Boulevard | The Palazzo, Sands Expo and Convention Center |  |
|                                                                                  | Las Vegas Boulevard | The Venetian, The Venezia, Sphere             |  |
| Mirage                                                                           | Las Vegas Boulevard | Casino Royale                                 |  |
|                                                                                  | Las Vegas Boulevard | Harrah's                                      |  |
|                                                                                  | Las Vegas Boulevard | Linq, High Roller                             |  |
|                                                                                  | Las Vegas Boulevard | Flamingo                                      |  |
| Caesars Palace                                                                   | Las Vegas Boulevard | Cromwell, Westin                              |  |
| Flamingo Road                                                                    | Las Vegas Boulevard | Flamingo Road                                 |  |
| Bellagio                                                                         | Las Vegas Boulevard | Bally's                                       |  |
|                                                                                  | Las Vegas Boulevard | Paris                                         |  |
|                                                                                  | Las Vegas Boulevard | Planet Hollywood                              |  |
| Vdara, Cosmopolitan                                                              | Las Vegas Boulevard | Harmon Corner, Elara                          |  |
| Harmon Avenue                                                                    | Las Vegas Boulevard | Harmon Avenue                                 |  |
| Veer, Crystals                                                                   | Las Vegas Boulevard | Grand Chateau, Signature                      |  |
| Citycenter                                                                       | Las Vegas Boulevard |                                               |  |
| Aria, Waldorf Astoria                                                            | Las Vegas Boulevard |                                               |  |
| Park MGM                                                                         | Las Vegas Boulevard | Showcase Mall                                 |  |
| T-Mobile Arena, New York-New York                                                | Las Vegas Boulevard | MGM Grand                                     |  |
| Tropicana Avenue                                                                 | Las Vegas Boulevard | Tropicana Avenue                              |  |
| Excalibur                                                                        | Las Vegas Boulevard | Tropicana, Hooters                            |  |
| Luxor                                                                            | Las Vegas Boulevard | Las Vegas Village                             |  |
| Mandalay Bay Events Center, Mandalay Bay Convention Center, Delano, Mandalay Bay | Las Vegas Boulevard | Skyvue (övergiven)                            |  |
| Russell Road                                                                     | Las Vegas Boulevard | Little Church of the West                     |  |
| ↓ Skylten Welcome to Fabulous Las Vegas Söderut mot Interstate 215               |                     |                                               |  |

### Före detta
| Norr mot Fremont Street ↑           |                     |                                                 |
| Vegas World/Million Dollar Casino   | Las Vegas Boulevard |                                                 |
| Jackpot Casino/Money Tree Casino    | Las Vegas Boulevard | Holy Cow/Foxy's Firehouse                       |
| Sahara Avenue                       | Las Vegas Boulevard | Sahara Avenue                                   |
| El Rancho Vegas                     | Las Vegas Boulevard | Sahara/Club Bingo                               |
|                                     | Las Vegas Boulevard | Wet 'n Wild                                     |
|                                     | Las Vegas Boulevard | Thunderbird/Silverbird/El Rancho, Algiers Hotel |
|                                     | Las Vegas Boulevard | Riviera                                         |
| Westward Ho                         | Las Vegas Boulevard | La Concha Motel                                 |
|                                     | Las Vegas Boulevard | Silver City/Riata                               |
| Stardust/Royal Nevada               | Las Vegas Boulevard |                                                 |
| (Winchester) ↑                      | Las Vegas Boulevard |                                                 |
| Desert Inn Road                     | Las Vegas Boulevard | Desert Inn Road                                 |
| ↓ (Paradise)                        | Las Vegas Boulevard |                                                 |
| Silver Slipper/Golden Slipper       | Las Vegas Boulevard |                                                 |
| New Frontier/Last Frontier/Frontier | Las Vegas Boulevard | Desert Inn                                      |
| Spring Mountain Road                | Las Vegas Boulevard | Sands Avenue                                    |
|                                     | Las Vegas Boulevard | Sands                                           |
| Castaways                           | Las Vegas Boulevard | Nob Hill Casino                                 |
|                                     | Las Vegas Boulevard | Holiday Casino, Holiday Inn                     |
|                                     | Las Vegas Boulevard | Flamingo Capri/Imperial Palace/Quad             |
|                                     | Las Vegas Boulevard | O'Sheas Casino                                  |
|                                     | Las Vegas Boulevard | Barbary Coast/Bill's                            |
| Flamingo Road                       | Las Vegas Boulevard | Flamingo Road                                   |
| Dunes                               | Las Vegas Boulevard | MGM Grand                                       |
|                                     | Las Vegas Boulevard |                                                 |
|                                     | Las Vegas Boulevard | Aladdin/Tally Ho/King's Crown                   |
| Boardwalk                           | Las Vegas Boulevard |                                                 |
| Monte Carlo                         | Las Vegas Boulevard | Harmon Avenue                                   |
|                                     | Las Vegas Boulevard |                                                 |
|                                     | Las Vegas Boulevard | Marina                                          |
| Tropicana Avenue                    | Las Vegas Boulevard | Tropicana Avenue                                |
| Hacienda                            | Las Vegas Boulevard |                                                 |
| Russell Road                        | Las Vegas Boulevard | Glass Pool Inn                                  |
|                                     | Las Vegas Boulevard | Klondike/Kona Kai                               |
| ↓ Söderut mot Interstate 215        |                     |                                                 |